# Paranotothenia
Paranotothenia és un gènere de peixos pertanyent a la família dels nototènids.
Es troba a l'oceà Antàrtic: la mar de Somov (64° 04′ S, 165° 39′ E), la mar de Ross (tot i que hi és rar), l'extrem meridional de Sud-amèrica (incloent-hi la Patagònia argentina), el sud de Nova Zelanda i illes adjacents, i les illes Malvines, Geòrgia del Sud, Òrcades del Sud, Shetland del Sud, del Príncep Eduard, Crozet, Kerguelen, Heard i Macquarie.

## Taxonomia
- Paranotothenia dewitti (Balushkin, 1990)[7]
- Paranotothenia magellanica (Forster, 1801)[8]
- Paranotothenia trigramma (Regan, 1913)[9][10][11][12][13][14][15]